# Sulakyurt (district)
Sulakyurt is een Turks district in de provincie Kırıkkale en telt 9.427 inwoners (2007). Het district heeft een oppervlakte van 753,9 km². Hoofdplaats is Sulakyurt.
De bevolkingsontwikkeling van het district is weergegeven in onderstaande tabel.
| 1997   | 2000   | 2007  |
| ------ | ------ | ----- |
| 18.026 | 16.480 | 9.427 |